# Faro de Portland Bill
El faro de Portland Bill (en inglés: Portland Bill Lighthouse) es una señal luminosa de Ayuda a la Navegación marítima (AtoN), situada en una península en el extremo sur de la Isla de Portland, en el condado de Dorset, Reino Unido. El faro guía el paso hacia el puerto de Weymouth a través de la peligrosa corriente de marea conocida como Portland Race creada por un banco de arena submarina de baja profundidad denominado The Shambles que está, a su vez, marcado con un sector rojo del mismo.

## Historia
Este faro vino a sustituir a los dos ya existentes en la zona, construidos en 1869, y cuya finalidad era guiar a los barcos hacia en puerto de Weymouth a través de las fuertes corrientes de marea producidas por un banco de arena y que ya se habían cobrado numerosos naufragios. En 1902 el Trinity House, el organismo regulador de las Ayudas a la Navegación de Inglaterra, decidió reemplazar ambos con un nuevo faro. Su construcción finalizó cuatro años después y fue encendido por primera vez el 11 de enero de 1906, apagándose al mismo tiempo los dos anteriores y vendidos a particulares al año siguiente.
En 1942 se instaló una señal sonora de niebla accionada por aire comprimido, siendo sustituida en 2002 por otra más moderna. El faro está equipado con una lente de Fresnel de primer orden y desde su automatización en 1996 se ilumina con una lámpara de 1 kW. En enero de 2019 fue aprobado un plan de modernización que incluye la sustitución de la óptica por unas lámparas LED y una nueva señal sonora.
Desde fecha temprana, por la localización del faro, fue un lugar muy visitado. Tras su automatización se ha utilizado como reclamo turístico de la zona y los edificios del faro albergan un museo sobre el faro y su historia.

## Características
El faro emite una luz blanca visible en un sector entre los 221° y 141° con una característica de 4 destellos en un ciclo total de 20 segundos, pero debido a la disposición de los paneles de las lámparas, en el sector entre 221° y 244° la característica pasa gradualmente de 1 a 4 destellos en el sector de 117° a 141° pasa gradualmente de 4 a 1 destellos.
Adicionalmente, emite una luz roja fija para marcar el banco de arena submarino conocido como The Shambles situado en el sector entre 265° y 291°.
Tiene un alcance nominal nocturno de 25 millas náuticas para la luz blanca y 13 para la luz roja.